# Bill Antonio
Bill Antonio, né le 3 septembre 2002 à Dzivarasekwa (en), est un footballeur international zimbabwéen. Il joue au poste d'ailier au KV Malines.

## Carrière

### En sélection
Il fait ses débuts en sélection le 11 novembre 2021 contre l'Afrique du Sud aux éliminatoires de la Coupe du monde 2022. 